# Teresa Kłosińska
Teresa Kłosińska – polska leśnik, doktor habilitowany nauk rolniczych, adiunkt w Szkole Głównej Gospodarstwa Wiejskiego w Warszawie, specjalistka od inżynierii materiałów drzewnych oraz mechanicznej technologii drewna.

## Kariera naukowa
W 1992 roku na Wydziale Biologii Uniwersytetu Warszawskiego uzyskała tytuł magistra biologii. W 2000 roku na Wydziale Leśnym Szkoły Głównej Gospodarstwa Wiejskiego w Warszawie, uzyskała stopień doktora nauk rolniczych w zakresie leśnictwa na podstawie rozprawy pt. Zimowanie gryzoni leśnych w warunkach różnej zasobności bazy pokarmowej, której promotorem była Joanna Gliwicz. W 2001 roku została zatrudniona na tejże uczelni, a w 2019 roku uzyskała na jej Wydziale Technologii Drewna stopień doktora habilitowanego nauk rolniczych w dyscyplinie leśnictwa na podstawie pracy pt. Substancje toksyczne w tkankach drzew (metale ciężkie, niemetale, fosfoniany, toksyczne związki organiczne) jako odpowiedź na ich obecność w środowisku.